# Петер Хорват (шахіст)
Петер Хорват (Péter Horváth; нар. 17 червня 1972, Печ) – угорський шахіст, гросмейстер від 2006 року.

## Шахова кар'єра
Одні з перших успіхів на міжнародному рівні досяг в 1996 році, здобувши перемогу в Будапешт на турнірі Statisztika і на меморіалі Белі Паппа, а також поділивши 1-ше місце на турнірі за швейцарською системою в Аггтелеку. 2000 року переміг у Харкані, Фефферніці та Трізені (разом з Аокадієм Ротштейном), у 2001 році в цьому самому місті поділив 1-ше місце (разом із, зокрема, Генріком Теске), а також переміг у Латшаху і Зеефельді (де виконав першу норму гросмейстера), тоді як у 2002 році поділив 1-ше місце у Залакароші (разом із, зокрема, Йожефом Хорватом, Аттілою Цебе, Адамом Хорватом і Аттілою Гроспетером) і Будапешті (турнір" First Saturday FS12 GM, разом з Леонардо Вальдешом). У 2003 році поділив 1-ше місце (разом з Андрашем Флумбортом і Хоанг Тхань Чанг) в черговому турнірі First Saturday (FS03 GM) у Будапешті, а на рубежі 2003 і 2004 року виконав другу гросмейстерську норму, під час командного чемпіонату Угорщини. У 2005 році поділив 1-ше місце в Порто-Сан-Джорджо (разом із, зокрема, Іваном Фараго), а в Бенаске виконав третю норму гросмейстера. У 2007 році поділив 2-ге місце в Лієнці (позаду Рубена Фельгаєра, разом з Євгеном Постним) і в Залакароші (позаду Золтана Медведя, разом із, зокрема, Альбертом Бокрошем і Петером Прохаскою), а текож поділив 1-ше місце у Санкт-Файт-ан-дер-Глані. У 2009 році досягнув ще одного успіху, перемігши (разом з Ласло Гондою) в Хевізі.
Найвищий рейтинг Ело в кар'єрі мав станом на 1 липня 2002 року, досягнувши 2514 очок займав тоді 15-те місце серед угорських шахістів.

## Зміни рейтингу
| На цьому місці має відображатися графік чи діаграма, однак з технічних причин його відображення наразі вимкнено. Будь ласка, не видаляйте код, який викликає це повідомлення. Розробники вже працюють для того, щоби відновити штатне функціонування цього графіка або діаграми. | |
| | На цьому місці має відображатися графік чи діаграма, однак з технічних причин його відображення наразі вимкнено. Будь ласка, не видаляйте код, який викликає це повідомлення. Розробники вже працюють для того, щоби відновити штатне функціонування цього графіка або діаграми. |